# Хуан Коморера і Солер
Хуан Коморера і Солер  (ісп. Joan Comorera i Soler, також ісп. Juan Comorera y Soler (5 вересня 1894, Сервера, Каталонія, Іспанія — 7 травня 1958 Бургос, Кастилія і Леон, Іспанія) — іспанський і каталонський політичний діяч.

## Життєпис
До політичної діяльності долучився 1917 року, приєднавшись до однієї з груп Іспанської соціалістичної робітничої партії у Барселоні. Брав участь у різних протестних акціях, внаслідок чого змушений був виїхати з країни.
Спочатку виїхав до Туртози, потім до Аргентини, до Буенос-Айреса. Брав активну участь у діяльності Соціалістичної партії Аргентини. Виступав у пресі, внаслідок чого змушений був 1930 року виїхати до Уругваю, де оселився у Монтевідео.
1931 року, після проголошення республіки в Іспанії, повернувся до Каталонії, де вступив до Об'єднаної соціалістичної партії Каталонії.
Від липня 1931 року став секретарем Виконавчого комітету Об'єднаної соціалістичної партії Каталонії. 1932 року обраний генеральним секретарем партії.
Після отримання Каталонією 1932 року статусу автономії, був обраний до парламенту Каталонії, хоча представники партії, яку він очолював, не входили до складу уряду, а перебували в опозиції.
Після загальних виборів 1933 року, що засвідчили перемогу правоцентристських сил, увійшов до складу уряду Люїса Кумпаньша. 3 січня 1934 року був призначений міністром економіки та сільського господарства. Відіграв важливу роль у схваленні закону про каталонську культуру, що призвело до конфронтації з радикальною Іспанською конфедерацією незалежних правих (CEDA), що входила до уряду Республіки.
Брав участь у повстанні у Барселоні в жовтні 1934 року, після якого був ув'язнений.
Після перемоги Народного фронту в 1936 році був звільнений, обійняв посаду радника відновленого уряду Каталонії.
У часи громадянської війни в Іспанії очолював Об'єднану соціалістичну партію Каталонії (PSUC).
Бойові дії в республіканському таборі в Каталонії між прокомуністичною PSUC і Національною конфедерацією праці Федерації анархістів Іберії (CNT-FAI) призвели до ворожого ставлення до нього з боку потужного каталонського анархо-синдикалістського руху.
По закінченні громадянської війни виїхав до Франції, а у травні 1939 року до Москви. Наступного року працював у республіканському уряді у вигнанні, що перебував у Мексиці. 1945 року повернувся до Франції.
У період 1948—1949 років внаслідок тиску Комуністичної партії СРСР на усі комуністичні та соціалістичні партії, що знаходились під її впливом, з вимогою розірвати стосунки з Комуністичною партією Югославії, у Хуана Коморера і Солера виник конфлікт з Комуністичною партією Іспанії. Він був звинувачений як прибічник «Тіто» і виключений з Об'єднаної соціалістичної партії Каталонії в 1949 році.
Нелегально повернувся до Іспанії 1950 року, перебував у Барселоні до 1954 року.
Засуджений військовим трибуналом до тридцяти років ув'язнення.
Помер у в'язниці у Бургосі